# Bysvale
Bysvalen (Delichon urbicum) er med sine 12,5 centimeter og 16-25 gram næsten lige så lille som digesvalen. Den minder med sin blåsorte farve på hoved, ryg og vinger mere om landsvalen. Halen er dog kort og kløftet, og bysvalen mangler det mørke brystbånd. Bysvalen kendes bedst på den hvide overgump, som ses tydeligt i flugten. I modsætning til de to andre svalearter i Danmark har bysvalen fjerklædte hvide ben og tæer. Bysvalen er ynglefugl i hele Europa, den findes også i Asien, helt til Nordvestsibirien, i Japan og i Nordvestafrika.
Bysvalen holder naturligt til i bjerglandskaber og ved klipper. I Danmark har den dog tilpasset sig et liv med mennesker, da den her især bygger rede på bygninger, gerne under fremspring, der beskytter mod fugt. Dog ses bysvalen også på klinterne ved Møn og Stevns og på Bornholm i et mere naturligt miljø. Bysvalerne holder sammen i flokke. De jager insekter i luften, gerne noget højere oppe end landsvalen.
Bysvalen bygger aldrig rede indendørs, sådan som landsvalen kan finde på. Reden er lerklinet og kugleformet, foret med halm og fjer og med indgangshul foroven. Æggene er hvide, og det første kuld lægges i begyndelsen af juni. Æggene udklækkes efter 12-15 dage, og begge forældre fodrer ungerne 25-26 dage derefter. Et bysvalepar kan som regel nå at opfostre to kuld på omkring 4-5 unger på en sommer. Ungerne kan, hvis de sulter, næsten gå i dvale, en adfærd, der også ses hos mursejlerunger. Bysvalens reder er eftertragtede, gråspurve kan finde på at erobre dem, inden svaleparret når at flytte ind. Hvis reden når at blive bygget færdig, er indgangshullet dog så lille, at gråspurven ikke kan komme ind. Bysvaler genbruger gerne reden fra året før eller bygger en ny i umiddelbar nærhed af den gamle.
Om efteråret, i september-oktober, samles bysvalerne, inden de drager til vinterkvartererne i området syd for Sahara og helt ned til Sydafrika. De vender tilbage til Danmark i foråret omkring 5. maj.